# Campionatul Mondial de Fotbal 1934
Campionatul Mondial de Fotbal 1934 a fost cea de-a doua ediție a Campionatului Mondial FIFA, campionatul mondial pentru echipe naționale de fotbal masculin. Turneul a avut loc în Italia de pe 27 mai până pe 10 iunie 1934. 
Campionatul Mondial 1934 a fost primul în care echipele au trebuit să se califice pentru a lua parte la turneu. Treizeci și două de țări au intrat în competiție, și după calificare doar 16 echipe au ajuns în turneul final. Campionii en-titre Uruguay nu au vrut să intre. Italia a devenit a doua campioană mondială după ce a înfrânt-o pe Cehoslovacia cu 2-1 în finală.

## Selecția gazdei
După un proces lung în care comitetul executiv FIFA s-a întâlnit de opt ori, Italia a fost aleasă drept gazdă la o întâlnire în Stockholm pe 9 octombrie 1932. Decizia a fost luată de comitetul executiv fără prea mulți membri. Aceștia au avut de ales între Italia și Suedia, însă după ce guvernul italian a spus că are un buget de 3 milioane de lire pentru turneu, Italia a fost aleasă imediat gazdă.

## Calificare și participanți
Articol principal: Calificările pentru Campionatul Mondial de Fotbal 1934
36 de țări au aplicat să intre în turneu, astfel încât a fost nevoie de inițierea unor meciuri de calificare pentru a reduce numărul acestora la 16. Chiar și așa, au fost mulți absenți importanți. Campionii en-titre Uruguay au refuzat să participe, în semn de protest pentru refuzul a mai multor țări din Europa să călătorească în America de Sud pentru Campionatul Mondial anterior, pe care Uruguay l-a găzduit în 1930. Drept rezultat, Campionatul Mondial de Fotbal din 1934 este singurul în care o campioană en-titre nu a participat. Marea Britanie, într-o perioadă de exil impusă de cei de la FIFA, au refuzat să participe de asemenea, chiar dacă FIFA le oferise Angliei și Scoției loc direct în turneul final. Membrul comitetului FA Charles Sutcliffe a numit turneul ,,o glumă'' și a spus că ,,asociațiile naționale ale Angliei, Scoției, Țării Galilor și Irlandei au treabă în propriul lor Campionat Internațional care pare un campionat mult mai bun decât cel ce se va desfășura în Roma''.
Chiar dacă erau gazde, Italia tot trebuia să participe la calificări, fiind prima și singura dată când gazda trebuia să o facă. Meciurile de calificare au fost organizate din punct de vedere geografic. Retragerile făcute de Chile și Peru au însemnat că Argentina și Brazilia s-au calificat fără să joace nici un meci.
Doisprezece din cele 16 locuri au fost alocate Europei, trei Americii, și unul Africii sau Asiei (incluzând Turcia). Doar 10 din cele 32 de țări participante, și patru din cele 16 echipe calificate (Brazilia, Argentina, Statele Unite și Egipt, prima echipă africană care s-a calificat la Campionatul Mondial de Fotbal), au fost din afara Europei. Ultimul loc din turneul final a fost disputat între Statele Unite și Mexic la numai trei zile înainte de începerea turneului într-un meci ținut la Roma, în care Statele Unite a ieșit victorioasă.

### Lista echipelor calificate
Următoarele 16 echipe s-au calificat la turneul final.
- Argentina
- Austria
- Belgia
- Brazilia
- Cehoslovacia
- Egipt
- Elveția
- Franța
- Germania
- Italia (gazdă)
- Țările de Jos
- România
- Spania
- Statele Unite ale Americii
- Suedia
- Ungaria

10 din aceste echipe și-au făcut prima apariție la Campionatul Mondial. Acestea erau 9 din cele 12 echipe europene (Italia, Germania, Spania, Olanda, Ungaria, Cehoslovacia, Suedia, Austria,Regatul României și Elveția) și Egipt. Egiptul a fost prima echipă africană care a ajuns la Campionatul Mondial și nu se vor mai califica încă odată până la competiția din 1990, ținută tot în Italia și după și în 2018,acea Cupă Mondială ținută în Rusia.

## Orașele gazdă
- Bologna, Stadio Littoriale
- Florența, Stadio Giovanni Berta
- Genova, Stadio Luigi Ferraris
- Milano, Stadio San Siro
- Napoli, Stadio Giorgio Ascarelli
- Roma, Stadio Nazionale PNF
- Trieste, Stadio Littorio
- Torino, Stadio Benito Mussolini

## Format
Faza grupelor folosită în primul Campionat Mondial a fost scoasă în favoarea unui turneu cu fază eliminatorie. Dacă un meci se termina la egalitate după nouăzeci de minute, atunci trebuia să se joace încă treizeci de minute de prelungiri. Dacă scorul era tot egal și după prelungiri, meciul trebuia rejucat în ziua următoare.
Cele opt echipe considerate mai bune - Argentina, Brazilia, Germania, Italia, Olanda, Austria, Cehoslovacia și Ungaria - nu se puteau întâlni din prima rundă.

## Rezumat

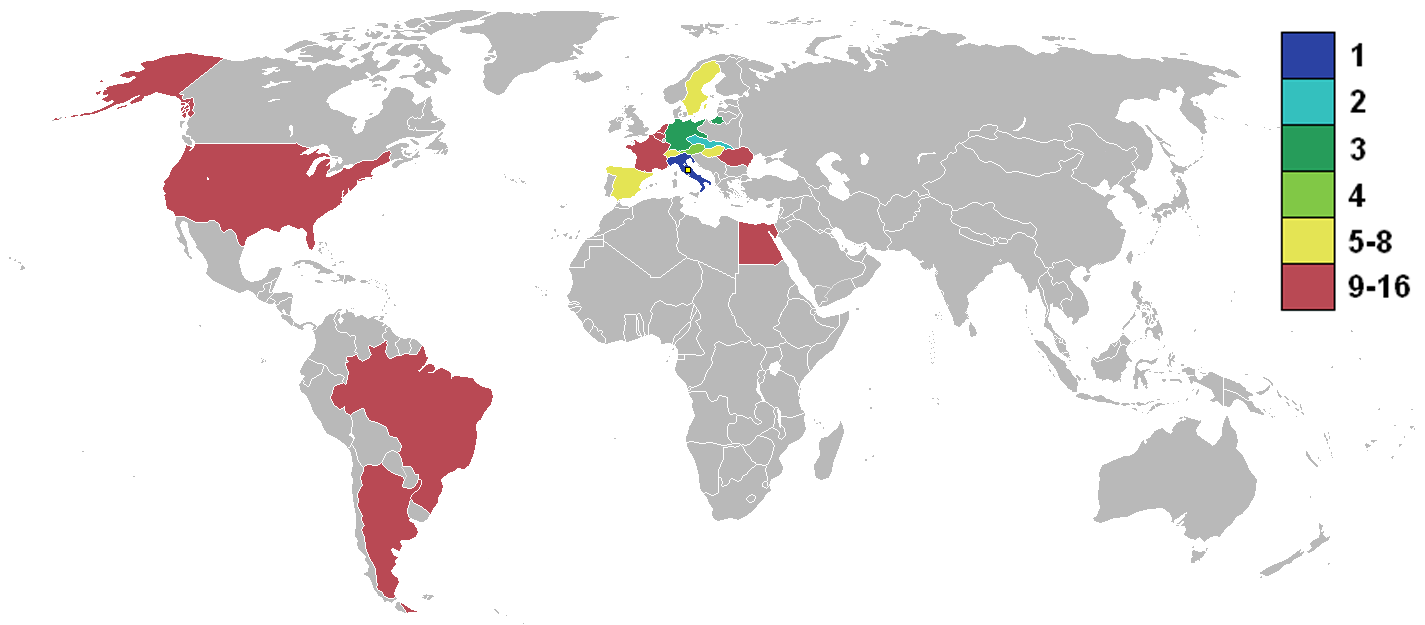
Țările calificate și rezultatele lor

Toate cele opt meciuri din prima rundă au început în același timp. Gazda și favorita competiției Italia a câștigat ușor, reușind să bată SUA cu 7-1; un corespondent de la The New York Times a scris că ,,toate golurile au fost din cauza lui Julian Hjulian, portarul SUA''.

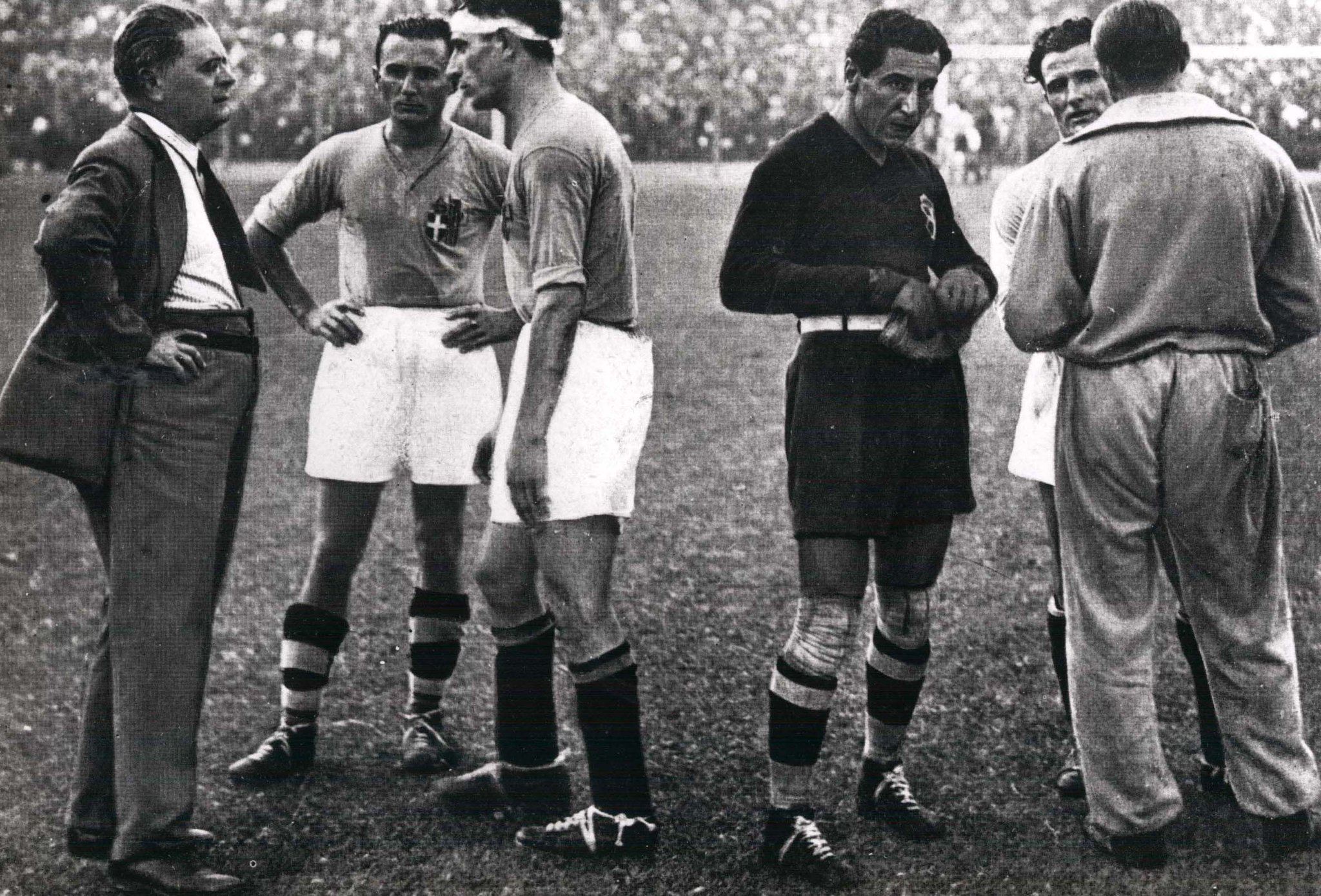
De la stânga la dreapta: selecționerul italian Pozzo, Monzeglio, Bertolini, portarul și căpitanul Combi, Monti și selecționerul asistent Carcano înainte de începerea prelungirilor din finala victorioasă împotriva Cehoslovaciei

Disputele interne au însemnat că echipa Argentinei pentru turneu nu avea în componența sa nici un membru din echipa care a ajuns în finala din 1930. Împotriva Suediei la Bologna, Argentina a condus de două ori, dar cele două goluri ale lui Sven Jonasson și cel al lui Knut Kroon i-au dat Suediei o victorie cu 3-2. Vecinii Argentinei din America de Sud, Brazilia, au suferit și ei o ieșire încă din prima rundă, Spania eliminându-i cu un scor de 3-1.
Pentru prima oară în istoria Campionatului Mondial, ultimele opt echipe rămase în competiție erau din Europa - Austria, Cehoslovacia, Elveția, Germania, Italia, Spania, Suedia și Ungaria. Toate cele patru echipe non-europene care s-au calificat la campionat fiind eliminate după un meci.
În sferturile de finală, primul meci rejucat din istoria Campionatului Mondial a luat loc după ce Italia și Spania au terminat la egalitate 1-1, după prelungiri. Meciul a fost jucat într-un stil foarte agresiv cu mulți jucători părăsind terenul din cauza accidentărilor: portarul spaniol Ricardo Zamora a fost accidentat în primul meci, nefiind capabil să participe în meciul următor, iar de partea cealaltă se află italianul Mario Pizziolo căruia i-a fost rupt piciorul de către spanioli. Acesta nu a mai putut juca la națională niciodată. Italia a câștigat cel de al doilea meci împotriva spaniolilor cu 1-0; același joc agresiv al italienilor au făcut ca trei spanioli să părăsească terenul din cauza accidentărilor. Italia, în semifinale i-au bătut pe Austria cu același scor. Între timp, Cehoslovacia și-au securizat locul în finală reușind să o elimine pe Germania cu 3-1.
Stadionul Partidului Național Fascist a găzduit finala. După 80 minute jucate, cehoslovacii conduceau cu 1-0. Italienii, totuși, au reușit să înscrie înainte de fluierul final, iar următorul gol a fost înscris în prelungiri pentru a fi încoronați drept câștigătorii Campionatului Mondial. 

## Rezultate
|  | Optimi de finală | Optimi de finală |              |   | Sferturi de finală | Sferturi de finală |  |  | Semifinale   | Semifinale   |  |  | Finală        | Finală        |
|  | 27 mai 1934      | 27 mai 1934      |              |   | 31 mai 1934        | 31 mai 1934        |  |  | 3 iunie 1934 | 3 iunie 1934 |  |  | 10 iunie 1934 | 10 iunie 1934 |
|  |                  |                  |              |   |                    |                    |  |  |              |              |  |  |               |               |
|  |                  |                  |              |   |                    |                    |  |  |              |              |  |  |               |               |
|  |                  |                  |              |   |                    |                    |  |  |              |              |  |  |               |               |
|  | Italia           | 7                |              |   |                    |                    |  |  |              |              |  |  |               |               |
|  | Italia           | 7                |              |   |                    |                    |  |  |              |              |  |  |               |               |
|  | Statele Unite    | 1                |              |   |                    |                    |  |  |              |              |  |  |               |               |
|  | Statele Unite    | 1                | Italia       | 1 |                    |                    |  |  |              |              |  |  |               |               |
|  |                  |                  |              | 1 |                    |                    |  |  |              |              |  |  |               |               |
|  |                  | Spania           | 0            |   |                    |                    |  |  |              |              |  |  |               |               |
|  | Spania           | Spania           | 0            | 3 |                    |                    |  |  |              |              |  |  |               |               |
|  | Spania           |                  |              | 3 |                    |                    |  |  |              |              |  |  |               |               |
|  | Brazilia         | 1                |              |   |                    |                    |  |  |              |              |  |  |               |               |
|  | Brazilia         | 1                | Italia       | 1 |                    |                    |  |  |              |              |  |  |               |               |
|  |                  |                  |              | 1 |                    |                    |  |  |              |              |  |  |               |               |
|  |                  | Austria          | 0            |   |                    |                    |  |  |              |              |  |  |               |               |
|  | Austria          | Austria          | 0            | 3 |                    |                    |  |  |              |              |  |  |               |               |
|  | Austria          |                  |              | 3 |                    |                    |  |  |              |              |  |  |               |               |
|  | Franța           | 2                |              |   |                    |                    |  |  |              |              |  |  |               |               |
|  | Franța           | 2                | Austria      | 2 |                    |                    |  |  |              |              |  |  |               |               |
|  |                  |                  |              | 2 |                    |                    |  |  |              |              |  |  |               |               |
|  |                  | Ungaria          | 1            |   |                    |                    |  |  |              |              |  |  |               |               |
|  | Ungaria          | Ungaria          | 1            | 4 |                    |                    |  |  |              |              |  |  |               |               |
|  | Ungaria          |                  |              | 4 |                    |                    |  |  |              |              |  |  |               |               |
|  | Egipt            | 2                |              |   |                    |                    |  |  |              |              |  |  |               |               |
|  | Egipt            | 2                | Italia       | 2 |                    |                    |  |  |              |              |  |  |               |               |
|  |                  |                  |              | 2 |                    |                    |  |  |              |              |  |  |               |               |
|  |                  | Cehoslovacia     | 1            |   |                    |                    |  |  |              |              |  |  |               |               |
|  | Cehoslovacia     | Cehoslovacia     | 1            | 2 |                    |                    |  |  |              |              |  |  |               |               |
|  | Cehoslovacia     |                  |              | 2 |                    |                    |  |  |              |              |  |  |               |               |
|  | România          | 1                |              |   |                    |                    |  |  |              |              |  |  |               |               |
|  | România          | 1                | Cehoslovacia | 3 |                    |                    |  |  |              |              |  |  |               |               |
|  |                  |                  |              | 3 |                    |                    |  |  |              |              |  |  |               |               |
|  |                  | Elveția          | 2            |   |                    |                    |  |  |              |              |  |  |               |               |
|  | Țările de Jos    | Elveția          | 2            | 2 |                    |                    |  |  |              |              |  |  |               |               |
|  | Țările de Jos    |                  |              | 2 |                    |                    |  |  |              |              |  |  |               |               |
|  | Elveția          | 3                |              |   |                    |                    |  |  |              |              |  |  |               |               |
|  | Elveția          | 3                | Cehoslovacia | 3 |                    |                    |  |  |              |              |  |  |               |               |
|  |                  |                  |              | 3 |                    |                    |  |  |              |              |  |  |               |               |
|  |                  | Germania         | 1            |   |                    |                    |  |  |              |              |  |  |               |               |
|  | Germania         | Germania         | 1            | 5 |                    |                    |  |  |              |              |  |  |               |               |
|  | Germania         |                  |              | 5 |                    |                    |  |  |              |              |  |  |               |               |
|  | Belgia           | 2                |              |   |                    |                    |  |  |              |              |  |  |               |               |
|  | Belgia           | 2                | Germania     | 2 |                    |                    |  |  |              |              |  |  |               |               |
|  |                  |                  |              | 2 |                    |                    |  |  |              |              |  |  |               |               |
|  |                  | Suedia           | 1            |   |                    |                    |  |  |              |              |  |  |               |               |
|  | Suedia           | Suedia           | 1            | 3 |                    |                    |  |  |              |              |  |  |               |               |
|  | Suedia           |                  |              | 3 |                    |                    |  |  |              |              |  |  |               |               |
|  | Argentina        | 2                |              |   |                    |                    |  |  |              |              |  |  |               |               |
|  | Argentina        | 2                |              |   |                    |                    |  |  |              |              |  |  |               |               |

### Optimi de finală
| Germania                                                            | 5-2       | Belgia                   |
| ------------------------------------------------------------------- | --------- | ------------------------ |
| Stanislaus Kobierski 25' Otto Siffling 49' Edmund Conen 66' 70' 87' | (Cronică) | Bernard Voorhoof 29' 43' |

| Spania                            | 3-1       | Brazilia     |
| --------------------------------- | --------- | ------------ |
| Chato 18' 25' Isidoro Langara 29' | (Cronică) | Leonidas 55' |

| Austria                                               | 3-2 (1-1) | Franța                                 |
| ----------------------------------------------------- | --------- | -------------------------------------- |
| Matthias Sindelar 44' Toni Schall 93' Pepi Bican 104' | (Cronică) | Jean Nicolas 18' Georges Verriest 116' |

| Italia                                                                                     | 7-1       | S.U.A.           |
| ------------------------------------------------------------------------------------------ | --------- | ---------------- |
| Angelo Schiavio 18' 29' 64' Raimondo Orsi 20' 69' Giovanni Ferrari 63' Giuseppe Meazza 90' | (Cronică) | Aldo Donelli 57' |

```
27 mai 1934        Cehoslovacia 
2-1  
 Regatul României
```

|stadion = Littorio, Trieste
|spectatori = 9.000
|arbitru =  Jan Langenus
}}
| Ungaria                                           | 4-2       | Egipt               |
| ------------------------------------------------- | --------- | ------------------- |
| Pál Teleki 11' Géza Toldi 27' 61' Jenö Vincze 53' | (Cronică) | Abdel Fawzi 31' 39' |

| Suedia                               | 3-2       | Argentina                            |
| ------------------------------------ | --------- | ------------------------------------ |
| Sven Johansson 9' 67' Knut Kroon 79' | (Cronică) | Ernesto Belis 4' Alberto Galateo 48' |

| Elveția                                    | 3-2       | Olanda                       |
| ------------------------------------------ | --------- | ---------------------------- |
| Leopold Kielholz 7' 43' Andre Abegglen 69' | (Cronică) | Kick Smit 19' Leen Vente 84' |

### Sferturi de finală
| Italia               | 1-1 (1-1) | Spania            |
| -------------------- | --------- | ----------------- |
| Giovanni Ferrari 44' | (Cronică) | Luis Regueiro 30' |

| Italia              | 1-0       | Spania |
| ------------------- | --------- | ------ |
| Giuseppe Meazza 11' | (Cronică) |        |

| Austria                            | 2-1       | Ungaria                  |
| ---------------------------------- | --------- | ------------------------ |
| Johann Horvath 8' Karl Zischek 51' | (Cronică) | György Sárosi 60' (pen.) |

| Germania              | 2-1       | Suedia           |
| --------------------- | --------- | ---------------- |
| Karl Hohmann 60', 63' | (Cronică) | Gösta Dunker 82' |

| Cehoslovacia                                               | 3-2       | Elveția                               |
| ---------------------------------------------------------- | --------- | ------------------------------------- |
| František Svoboda 24' Jiří Sobotka 49' Oldřich Nejedlý 82' | (Cronică) | Leopold Kielholz 18' Willy Jaeggi 78' |

### Semifinale
| Italia             | 1-0       | Austria |
| ------------------ | --------- | ------- |
| Enrique Guaita 19' | (Cronică) |         |

| Cehoslovacia                  | 3-1       | Germania         |
| ----------------------------- | --------- | ---------------- |
| Oldřich Nejedlý 19', 71', 80' | (Cronică) | Rudolf Noack 62' |

### Finala mică
| Germania                              | 3-2       | Austria                           |
| ------------------------------------- | --------- | --------------------------------- |
| Ernst Lehner 1', 42' Edmund Conen 27' | (Cronică) | Johann Horvath 28' Karl Sesta 54' |

## Finala
| Italia                                | 2-1 (1-1) | Cehoslovacia    |
| ------------------------------------- | --------- | --------------- |
| Raimundo Orsi 81' Angelo Schiavio 95' | (Cronică) | Antonín Puč 76' |

## Marcatori
| 5 goluri - Oldřich Nejedlý 4 goluri - Edmund Conen - Angelo Schiavio 3 goluri - Raimundo Orsi - Leopold Kielholz 2 goluri - Johann Horvath - Bernard Voorhoof - Antonín Puč - Abdelrahman Fawzi - Karl Hohmann - Ernst Lehner - Géza Toldi - Giovanni Ferrari - Giuseppe Meazza - José Iraragorri - Sven Jonasson | 1 gol - Ernesto Belis - Alberto Galateo - Josef Bican - Toni Schall - Karl Sesta - Matthias Sindelar - Karl Zischek - Leônidas - Jiří Sobotka - František Svoboda - Jean Nicolas - Georges Verriest - Stanislaus Kobierski - Rudolf Noack - Otto Siffling - György Sárosi - Pál Teleki - Jenő Vincze - Enrique Guaita - Kick Smit | 1 gol (cont.) - Leen Vente - Ștefan Dobay - Isidro Lángara - Luis Regueiro - Gösta Dunker - Knut Kroon - André Abegglen - Willy Jäggi - Aldo Donelli |

## Controverse
Pe parcursul anilor, diferite surse au declarat că turneul ar fi fost în umbra corupției și influențat de dictatorul italian Benito Mussolini, care a folosit turneul ca și o unealtă de propagandă pentru fascism. Potrivit acuzațiilor, Mussolini a selectat personal arbitrii pentru meciurile în care jucau naționala Italiei, în timp ce guvernul italian se amestecase în organizarea FIFA și în reorganizarea logisticii meciurilor pentru a promova fascismul. Cu toate acestea, Italia a câștigat și următoarea ediție a Campionatului Mondial (găzduit de Franța), de asemenea și turneul olimpic de fotbal din 1936.